# 圍肛腺腫

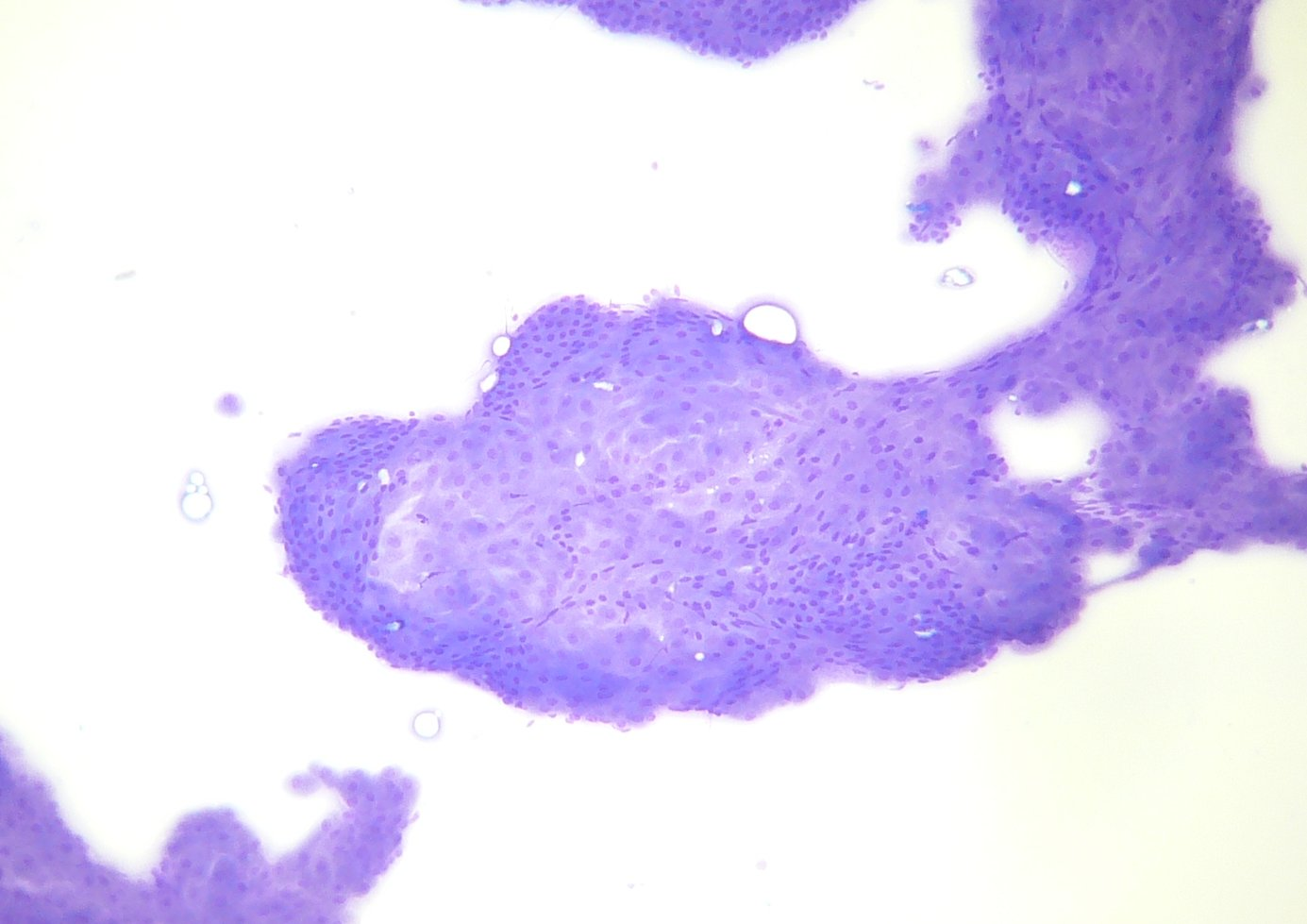
圍肛腺腫的細胞學影像

圍肛腺腫（英語：perianal gland tumor）是好發於未結紮高齡公犬的圍肛腺良性腫瘤。

## 摘要
圍肛腺是變形的腺體，主要分佈在犬隻肛門周圍，尾巴基部， 也有在大腿、 包皮 等位置觀察到。貓身上則不存在圍肛腺。圍肛腺腫是受雄性激素影響的，亦常併發 間質淋巴細胞瘤 。如果不接受適當的治療，肥大的腫瘤表面可能發生破裂出血、潰瘍、細菌感染。因為圍肛腺腫的發生與雄性素有關，公狗結紮可能預防或縮小已發生的圍肛腺腫。治療主要是將圍肛腺以外科手術切除，在未結紮的情況則同時進行絕育手術，以減低復發率。外科手術切除以外還有 化療, 冷凍療法、 放射治療 是有效的。在母犬雖然幾乎不發生，但於公犬圍肛腺腫的好發區域上觀察到的腫塊常是 頂泌腺癌 和其他恶性腫瘤。圍肛腺癌 不是受激素影響的，與圍肛腺腫在 細胞學檢查 上的區別是困難的，必須做組織病理學檢查。圍肛腺腫和圍肛腺癌合稱圍肛腺腫瘤 。

## 相關的項目
- 肛瘻管病
- 肛門囊腫瘤